# Rosenaue
Die Rosenaue ist ein 11,4 km langer, orografisch linker Nebenfluss der Ahse im nordrhein-westfälischen Kreis Soest, der in der Soester Börde durch die Gemeinden Bad Sassendorf und Lippetal fließt.

## Geographie

### Verlauf
Die Rosenaue entspringt am südlichen Ortsrand von Bad Sassendorf auf 95 m ü. NN, nur etwa 1,3 km südwestlich der Ahsequelle. Nach nur etwa 500 m Flussstrecke mündet linksseitig der Haulenbach in die Rosenaue. Dieser 4,6 km lange Flusslauf wird von Landesvermessungsamt NRW entgegen der Deutschen Grundkarte als Quellfluss genannt.
Von Bad Sassendorf fließt die Rosenaue zunächst in nördliche Richtungen. Zwischen Weslarn und Brockhausen passiert sie dabei das Naturschutzgebiet Rosenaue und wendet ihren Lauf nach Westen. Unterhalb Brockhausen fließt die Rosenaue fast parallel zur Ahse und mündet südlich von Oestinghausen auf einer Höhe von 71 m ü. NN in diese.
Auf ihrem 11,4 km langen Weg überwindet die Rosenaue einen Höhenunterschied von 24 m, was einem mittleren Sohlgefälle von 2,1 ‰ entspricht. Dabei entwässert sie ein Gebiet von 27,714 km².
In den Ortslagen von Bad Sassendorf und Weslarn ist der Flusslauf stark begradigt. In Weslarn durchfließt die Rosenaue die Mühle Schlothmann.

### Hauptstrang
| Name       | Länge in km | EZG in km² | MQ in l/s |
| ---------- | ----------- | ---------- | --------- |
| Haulenbach | 3,0         | 3,08       | 39,83     |
| Aakgraben  | 8,1         | 9,04       | 109,37    |

Der hydrologische Hauptstrang führt über den Aakgraben und hat eine Gesamtlänge von 19 km.

### Nebenflüsse
Im Folgenden werden die Nebenflüsse der Rosenaue in der Reihenfolge von der Quelle zur Mündung genannt.
- Haulenbach – 4,6 km[1] langer, linker Nebenfluss bei Bad Sassendorf auf 91 m ü. NN[4]
- Aakgraben – 8,2 km[2] langer, rechter Nebenfluss bei Bad Sassendorf auf 90 m ü. NN[4]
- Auf Ohrmannskamp – 1,8 km[2] langer, linker Nebenfluss oberhalb von Weslarn auf 83 m ü. NN [4]
- Am Kiesgraben – 1,2 km[2] langer, rechter Nebenfluss in Weslarn auf 81 m ü. NN[4]
- Hüttinghauser Bach – 2,2 km[2] langer, linker Nebenfluss oberhalb von  Brockhausen auf 76 m ü. NN[4]:
- Bach ohne besondere Quelle, kommt aus dem Gebiet südöstlich von Hüttinghausen, speiste früher das Gräftensystem um Haus Hüttinghausen und fließt in nördlicher Richtung, bis er bei Auf den Espen in die Rosenau mündet.
- Umflut der Rosenau – 1,2 km[2] langer, linker Nebenfluss bei Lütgenbrockhausen auf 72 m ü. NN[4]:Um 1929 wurde die Umflut der Rosenau, die die Borne und das Weidevieh vor Lütgenbrockhausen mit Wasser versorgen sollte, angelegt, bzw. ausgebaut. Die Umflut führt von einem Wehr im Ort Brockhausen unterirdisch zum im Ort befindlichen Dorfteich „Dorfbörne“ (damalige Viehtränke). Von dort aus führt die Umflut bei Lütgenbrockhausen wieder in die Rosenaue zurück.